# Луций Аний Бас
Луций Аний Бас (на латински: Lucius Annius Bassus) e политик на Римската империя през 1 век.
През 70 г. той е суфектконсул заедно с Гай Леканий Бас Цецина Пет. Консули преди него през 70 г. са били: Веспасиан (II) с Тит, след това суфектконсули са Гай Лициний Муциан (II) с Квинт Петилий Цериалис и Марк Улпий Траян с неизвестен (Тит Аврелий Фулв ?).